# Первомайский (Ясногорский район)
Первомайский — посёлок в Ясногорском районе Тульской области России. 
В рамках административно-территориального устройства является центром Первомайской сельской территории Ясногорского района, в рамках организации местного самоуправления включается в Теляковское сельское поселение.

## География
Расположен в 52 км к северо-востоку от Тулы и в 23 км к северо-востоку от райцентра, города Ясногорска.

## Население
| 2002 | 2010 |
| ---- | ---- |
| 503  | ↘412 |

Население — 412 чел. (2010).